# Гатауллина, Милеуша Равильевна
Милеуша Равильевна Гатауллина (род. 1971, Уфа, БашАССР, РСФСР, СССР) — российский художник, член-корреспондент РАХ (2023).

## Биография
Родилась в 1971 году в Уфе.
В 1998 году — окончила отделение станковой графики Московского государственного художественного института имени В. И. Сурикова. В 2001 году — окончила творческие мастерские Российской академии художеств.
В настоящее время — старший преподаватель кафедры монументального искусства Православного Свято-Тихоновского гуманитарного университета.
С 1994 года — участник выставок в России и за рубежом.
С 1998 года − член Союза художников России, с 2002 года − член Московского союза художников.
В 2023 году — избрана членом-корреспондентом Российской академии художеств от Отделения графики.

## Награды
- Золотая медаль Российской академии художеств (2006)
- Серебряная медаль Союза художников России (2007)
- Золотая медаль Союза художников России (2013)
- Диплом Московского союза художников (2014)
- Благодарность министра культуры Российской Федерации (2015)